# Mike Muir
Mike Muir (Venice, 14 marzo 1963) è un cantante statunitense.

## Biografia
Nei primi anni ottanta fonda, diventandone frontman e icona, i Suicidal Tendencies, una Hardcore Punk band ancora attiva e del quale è rimasto l'unico membro originario.
Insieme a questa band ottiene un discreto successo internazionale che lo porterà ad esibirsi in tutto il mondo e di fronte a una moltitudine di persone, suonando in innumerevoli festival assieme alle più famose band Punk o Metal degli anni ottanta e novanta (si pensi ad esempio al famoso Clash of the Titans che portò i Suicidal assieme agli Slayer, i Testament e i Megadeth per mezza Europa).
Molto prolifico e creativo sin dagli esordi, negli anni novanta iniziò a sperimentare nuovi generi co-fondando il gruppo funk metal degli Infectious Grooves, con i quali mescolerà sapientemente diversi generi, passando dal Blues (nella bizzarra Infectious Blues) al Thrash metal. 
Sempre coinvolgendo i propri amici e sempre rimanendo ben lontano dal Music Business ha pubblicato due album sotto lo pseudonimo di Cyco Miko, dando sfogo alle sue tendenze più punk.

## Discografia

### Con i Suicidal Tendencies
- 1983 – Suicidal Tendencies
- 1987 – Join the Army
- 1988 – How Will I Laugh Tomorrow When I Can't Even Smile Today
- 1989 – Controlled by Hatred/Feel Like Shit...Déjà Vu (EP)
- 1990 – Lights Camera Revolution
- 1992 – The Art of Rebellion
- 1993 – Still Cyco After All These Years
- 1994 – Suicidal for Life
- 1998 – Six the Hard Way (EP)
- 1999 – Freedumb
- 2000 – Free Your Soul and Save My Mind
- 2010 – No Mercy Fool!/The Suicidal Family
- 2013 – 13
- 2016 – World Gone Mad
- 2018 – Get Your Fight On! (EP)
- 2018 – Still Cyco Punks After All These Years

### Con gli Infectious Grooves
- 1991 – The Plague That Makes Your Booty Move...It's the Infectious Grooves
- 1993 – Sarsippius' Ark (Limited Edition)
- 1994 – Groove Family Cyco
- 1999 – Borracho
- 2000 – Mas Borracho
- 2010 – Funk It Up & Punk It Up: Live in France '95 (split con i Cyco Miko)

### Con i Cyco Miko
- 1995 – Lost My Brain! (Once Again)
- 2011 – The Mad Mad Muir Musical Tour (Part One)

### Altri
- 1985 – Los Cycos - Welcome To Venice (compilation, partecipano con il brano "It's Not Easy")
- 1987 – No Mercy - Widespread Bloodshed/Love Runs

### Collaborazioni
- 1992 – Artisti Vari – Encino Man (Music From The Original Motion Picture Soundtrack) (voce nel brano "Feed The Monkey" con gli Infectious Grooves)
- 2008 – P.O.D. – When Angels & Serpents Dance (voce nel brano "Kaliforn-Eye-A")
- 2013 – Sprung Monkey – Dead Is Dead (voce nel brano "Save Me")
- 2019 – Thebandknives – Knives (voce nel brano "X's and O's")